# Ledamöter av Europaparlamentet från Malta 2009–2014
Ledamöter av Europaparlamentet från Malta 2009–2014 förtecknar ledamöter som representerar Malta i Europaparlamentet under mandatperioden 2009–2014. Malta hade under denna mandatperiod fem mandat..
| Namn                        | Maltesiskt parti     | Grupp i Europaparlamentet | Bild                       | Kommentar                          |
| --------------------------- | -------------------- | ------------------------- | -------------------------- | ---------------------------------- |
| John Attard Montalto        | Partit Laburista     | S&D                       |                            |                                    |
| Simon Busuttil              | Partit Nazzjonalista | EPP                       |                            | 2009-2013                          |
| David Casa                  | Partit Nazzjonalista | EPP                       |                            | David Casa (till vänster på bilden |
| Roberta Metsola             | Partit Nazzjonalista | EPP                       |                            | 2013-2014                          |
| Joseph Cuschieri            | Partit Laburista     | S&D                       | Foto på engelska wikipedia |                                    |
| Louis Grech                 | Partit Laburista     | S&D                       |                            | 2009-2013                          |
| Edward Scicluna             | Partit Laburista     | S&D                       |                            | 2009-2013                          |
| Marlene Mizzi               | Partit Laburista     | S&D                       |                            | 2013-2014                          |
| Claudette Abela Baldacchino | Partit Laburista     | S&D                       |                            | 2013-2014                          |

## Partimandat
| Maltesiskt parti     | Grupp i Europaparlamentet | Mandat |
| -------------------- | ------------------------- | ------ |
| Partit Laburista     | S&D                       | 3      |
| Partit Nazzjonalista | EPP                       | 2      |